# Pseudantechinus mimulus
Pseudantechinus mimulus is een buidelmuis uit het geslacht Pseudantechinus. De wetenschappelijke naam van de soort werd voor het eerst geldig gepubliceerd door Oldfield Thomas in 1906.

## Kenmerken
Het is een kleine Pseudantechinus met een korte, soms opgezwollen staart. De bovenkant is geelbruin, de onderkant lichtgrijs. Achter de oren zit een kaneelkleurige vlek. De kop-romplengte bedraagt 80 tot 90 mm, de staartlengte 68 tot 70 mm, de achtervoetlengte 13,3 tot 13,5 mm en het gewicht 15 tot 18 g.

## Verspreiding
Deze soort komt voor bij de Golf van Carpentaria in Australië. Daar is het dier gevonden in de boerderij Alexandria (noordoostelijk Noordelijk Territorium), op de Sir Edward Pellew Group (ook Noordelijk Territorium) en bij Mount Isa (Noordwest-Queensland).
Pseudantechinus bilarni · Vetstaartbuidelmuis (Pseudantechinus macdonnellensis) · Pseudantechinus mimulus · Pseudantechinus ningbing · Pseudantechinus woolleyae